# Wressle
Wressle – wieś w Anglii, w hrabstwie East Riding of Yorkshire. Leży 40 km na zachód od miasta Hull i 258 km na północ od Londynu. W 2001 miejscowość liczyła 261 mieszkańców.